# Synema haenschi
Synema haenschi is een spinnensoort in de taxonomische indeling van de krabspinnen (Thomisidae).
Het dier behoort tot het geslacht Synema. De wetenschappelijke naam van de soort werd voor het eerst geldig gepubliceerd in 1907 door Maria Dahl.